# Équipe de Russie féminine de handball
Maillots
Dernière mise à jour : 4 décembre 2020.
L'équipe de Russie féminine de handball représente la Fédération russe de handball lors des compétitions internationales, notamment aux Jeux olympiques, aux championnats du monde et aux Championnats d'Europe. Elle a pris la succession en 1993 de l'équipe d'Union soviétique (qui fut active jusqu'en 1991) et de celle de la CEI (appelée équipe unifiée aux Jeux olympiques de 1992 à Barcelone) et a ainsi hérité de son palmarès.
Sous la houlette de Ievgueni Trefilov, elle a notamment remporté quatre Championnats du monde entre 2001, 2005, 2007 et 2009, le titre olympique en 2016 et deux médailles d'argents aux Championnats d'Europe en 2006 et en 2018. En août 2019, Trefilov est remplacé par l'Espagnol Ambros Martín.

## Histoire

### 1993–1999: période d'instabilité
L'équipe de Russie féminine est formée en 1993 et prend la succession de l'équipe d'Union soviétique, formation majeure du paysage handballistique mondial et triple championne du monde en titre. Après une troisième place obtenue aux Jeux olympiques 1992 sous la bannière de équipe unifiée de la CEI, la Russie ne parvient pas à se qualifier pour les deux olympiades suivantes.
Durant cette période, la Russie change d'entraîneur à quatre reprises. Sergueï Avanesov (1993 à 1994), Levon Hakobian (1995 à 1996), Igor Eskov (1997 à 1998) et Alexander Tarasikov (1999) se succèdent sans parvenir à des résultats probants dans les compétitions internationales. La seule performance notable de cette époque consiste en la quatrième place obtenue lors du championnat du monde 1997 sous la houlette d'Igor Eskov, également entraîneur du club russe d'Istochnik Rostov, où les joueuses Natalia Malakhova et Natalia Deriouguina sont élues dans l'équipe type du tournoi. Néanmoins, dès les compétitions suivantes, le championnat d'Europe 1998 et le championnat du monde 1999, la Russie rentre dans le rang et termine respectivement à la neuvième place et à la douzième place.

### 1999–2009: la Russie au sommet, quadruple championne du monde
À la fin de l'année 1999, Ievgueni Trefilov entraîneur du club de HC Lada Togliatti prend les rênes de la sélection russe. Il rajeunit l'effectif de l'équipe nationale et donne la priorité aux joueuses évoluant dans des clubs du championnat russe. Rapidement, il obtient des résultats avec une troisième place dès le championnat d'Europe 2000. 
Pour le championnat du monde 2001, Trefilov rappelle deux joueuses d'expériences, Raïssa Verakso et la gardienne Svetlana Bogdanova, championne du monde 1990, avec l'Union soviétique. La Russie gagne tous ses matches et élimine successivement l'Italie, la Hongrie, le Danemark avant de disposer des championnes en titre Norvégiennes en finale (30-25), pour remporter le titre.
Dans ce contexte de victoire, la Russie finit à la quatrième place du championnat d'Europe 2002, et, l'année suivante, subit une grosse désillusion lors du championnat du monde 2003. Elle termine à la 7e place, synonyme de non-qualification pour les Jeux olympiques 2004 à Athènes, et manque la qualification pour un point, après une ultime défaite d'un but face à la France (19-20).
Après une nouvelle quatrième place au championnat d'Europe 2004, l'équipe retrouve la lumière lors du championnat du monde 2005, disputé à domicile à Saint-Pétersbourg. Toujours entraînées par Ievgueni Trefilov, les Russes réalisent un sans-faute lors des phases de groupe pour se qualifier dans le dernier carré. En demi-finale, elles dominent sans grande difficulté le Danemark par 31 à 24 et sont rejointes par la Roumanie. Devant les 12 300 spectateurs du palais de glace Saint-Pétersbourg, la Russie domine finalement la Roumanie par 28 buts à 23 et signe son retour au sommet du handball mondial. Il s'agit du cinquième titre du pays après les trois conquis sous la bannière de l'Union soviétique en 1982, 1986 et 1990, puis celui de 2001, nouveau record de la compétition.
En 2006, la Russie perd la finale du championnat d'Europe face à la Norvège, ce qui constitue néanmoins son meilleur résultat dans cette compétition. Ces deux mêmes équipes se retrouvent en finale du championnat du monde 2007, pour une victoire russe cette fois (29-24), malgré l'absence sur blessures de plusieurs joueuses majeures, Lioudmila Bodnieva, Irina Bliznova ou Natalia Chipilova, blessées lors des tours précédents. La gardienne Inna Souslina réalise un grand match, sauvant notamment 3 penalties sur 5. La Russie conserve ainsi son titre, gagné deux ans auparavant, ce qui constitue une première depuis l'édition de 1990. Anna Kareïeva, Irina Poltoratskaïa et Oksana Romenskaïa deviennent ainsi triples championnes du monde après leurs succès en 2001, 2005 et 2007.
Cette victoire permet également aux Russes de se qualifier pour les Jeux olympiques 2008 à Pékin. La Norvège reprend l'avantage à cette occasion, avec une défaite russe face aux Scandinaves, toujours en finale (27-34). Après les Jeux, Anna Kareïeva, Oksana Romenskaïa et Natalia Chipilova prennent leur retraite sportive. 
Quelques mois plus tard, au championnat d'Europe 2008, la Russie, toujours privée de nombreuses joueuses comme Polina Vyakhireva, Iana Ouskova, Ekaterina Andriouchina, Lioudmila Postnova et Irina Bliznova, est à nouveau défaite par la Norvège en demi-finale  mais se console en remportant la petite finale face à l'Allemagne.
Lors du championnat du monde 2009, les Russes écartent cette fois les Norvégiennes en demi-finale (28–20). La Russie s'impose en finale face à la France par 25 buts à 22, pour un troisième titre consécutif. Il s'agit de son quatrième titre sur les cinq dernières éditions, marquant la mainmise de la sélection russe sur les années 2000. Inna Souslina (2001, 2007 et 2009), Lioudmila Postnova et Emilia Toureï (2005, 2007 et 2009) rejoignent cette année là les rangs des femmes les plus titrées de la compétition, avec trois victoires en championnat du monde.

### 2009–2013: déclin et retraite de Trefilov
Après le championnat du monde 2009, la Russie connait des résultats décevants. Elle finit à la 7e place du championnat d'Europe 2010 et perd son titre de championne du monde en championnat du monde 2011, éliminée par la France en quart-de-finale. Lors des Jeux olympiques 2012 à Londres, la Russie ne franchit à nouveau pas le cap des quarts-de-finale, après une défaite face à la Corée du Sud. Après les Jeux, Ievgueni Trefilov est remplacé par Vitaly Krokhin.
Après sa sixième place au championnat d'Europe 2012, la Russie doit passer, en juin 2013, par les barrages barrage de la zone Europe pour se qualifier au championnat du monde 2013. Elle affronte les Pays-Bas. Malgré une victoire à Rotterdam à l'aller (27-26), l'équipe ne parvient pas à conserver son avantage et perd largement le match retour à Rostov-sur-le-Don (21-33). La Russie est éliminée et ne participe ainsi pas au championnat du monde pour la première fois de son histoire. Si l'on remonte à l'époque de l'Union soviétique, c'est également la première fois depuis l'édition de 1971, disputée à seulement neuf équipes. 

### Depuis 2013: retour de Trefilov et titre olympique à Rio
Le 16 septembre 2013, Ievgueni Trefilov fait son retour sur le banc de la Russie. Pour ses débuts, l'équipe ne se classe qu'à la 14e place du championnat d'Europe 2014, son pire résultat dans la compétition. Néanmoins, en juin 2015, la Russie se défait de l'Allemagne en barrages et se qualifie cette fois pour le championnat du monde 2015. Après une encourageante victoire initiale face aux Norvégiennes (26-25), elles sont éliminées au stade des quarts-de-finale par les Polonaises. En match de classement, elles parviennent néanmoins à atteindre la 5e place, leur meilleur résultat dans une compétition internationale depuis 2009.
La Russie obtient sa qualification pour les Jeux olympiques 2016 à Rio lors d'un tournoi qualificatif disputé à Astrakhan. En phase de groupe, l'équipe termine invaincue. Dans la phase à élimination directe, elle se défait successivement de l'Angola puis de la Norvège pour retrouver la France en finale. Dans un match globalement maîtrisé, la Russie l'emporte par 22 buts à 19 pour s'adjuger son premier titre olympique depuis l'époque soviétique.
Au championnat d'Europe 2016, elle ne termine qu'à la 7e place et tombe face aux Norvégiennes, en quart-de-finale du championnat du monde 2017. L'équipe retrouve les sommets lors du championnat d'Europe 2018, où elle rencontre à nouveau la France en finale, pour une revanche de la dernière finale olympique. Cette fois ce sont les Françaises qui s'imposent, à domicile, par 24 buts à 21.

## Résultats

### Palmarès
Jeux olympiques*
-  Vainqueur en 1976, 1980 et 2016
-  Finaliste en 2008 et 2020
-  Troisième en 1988

Championnat du monde*
-  Vainqueur en 1982, 1986, 1990, 2001, 2005, 2007 et 2009
-  Finaliste en 1975 et 1978
-  Troisième en 1973

Championnat d'Europe
-  Finaliste en 2006 et en 2018
-  Troisième en 2000 et 2008

(*) Record

### Parcours détaillé
| Édition        | Tour                                                                                       | Rang                                                                                       | J                                                                                          | V                                                                                          | N                                                                                          | D                                                                                          | BP                                                                                         | BC                                                                                         | Diff                                                                                       |
| -------------- | ------------------------------------------------------------------------------------------ | ------------------------------------------------------------------------------------------ | ------------------------------------------------------------------------------------------ | ------------------------------------------------------------------------------------------ | ------------------------------------------------------------------------------------------ | ------------------------------------------------------------------------------------------ | ------------------------------------------------------------------------------------------ | ------------------------------------------------------------------------------------------ | ------------------------------------------------------------------------------------------ |
| 1976 à 1992    | Membre de l'URSS/Équipe unifiée · Bilan : 1976 et 1980, boycott en 1980 et en 1988 et 1992 | Membre de l'URSS/Équipe unifiée · Bilan : 1976 et 1980, boycott en 1980 et en 1988 et 1992 | Membre de l'URSS/Équipe unifiée · Bilan : 1976 et 1980, boycott en 1980 et en 1988 et 1992 | Membre de l'URSS/Équipe unifiée · Bilan : 1976 et 1980, boycott en 1980 et en 1988 et 1992 | Membre de l'URSS/Équipe unifiée · Bilan : 1976 et 1980, boycott en 1980 et en 1988 et 1992 | Membre de l'URSS/Équipe unifiée · Bilan : 1976 et 1980, boycott en 1980 et en 1988 et 1992 | Membre de l'URSS/Équipe unifiée · Bilan : 1976 et 1980, boycott en 1980 et en 1988 et 1992 | Membre de l'URSS/Équipe unifiée · Bilan : 1976 et 1980, boycott en 1980 et en 1988 et 1992 | Membre de l'URSS/Équipe unifiée · Bilan : 1976 et 1980, boycott en 1980 et en 1988 et 1992 |
| 1996 2000 2004 | non qualifiée                                                                              | non qualifiée                                                                              | non qualifiée                                                                              | non qualifiée                                                                              | non qualifiée                                                                              | non qualifiée                                                                              | non qualifiée                                                                              | non qualifiée                                                                              | non qualifiée                                                                              |
| 2008           | Finale                                                                                     | /12                                                                                        | 8                                                                                          | 6                                                                                          | 1                                                                                          | 1                                                                                          | 229                                                                                        | 210                                                                                        | 19                                                                                         |
| 2012           | 1/4 de finale                                                                              | 8e/12                                                                                      | 6                                                                                          | 3                                                                                          | 1                                                                                          | 2                                                                                          | 174                                                                                        | 149                                                                                        | 25                                                                                         |
| 2016           | Finale                                                                                     | /12                                                                                        | 8                                                                                          | 8                                                                                          | 0                                                                                          | 0                                                                                          | 256                                                                                        | 230                                                                                        | 26                                                                                         |
| 2020           | Finale                                                                                     | /12                                                                                        | 8                                                                                          | 5                                                                                          | 1                                                                                          | 2                                                                                          | 232                                                                                        | 226                                                                                        | 6                                                                                          |
| 2024           | Suspendu à cause de l'invasion de l'Ukraine par la Russie                                  | Suspendu à cause de l'invasion de l'Ukraine par la Russie                                  | Suspendu à cause de l'invasion de l'Ukraine par la Russie                                  | Suspendu à cause de l'invasion de l'Ukraine par la Russie                                  | Suspendu à cause de l'invasion de l'Ukraine par la Russie                                  | Suspendu à cause de l'invasion de l'Ukraine par la Russie                                  | Suspendu à cause de l'invasion de l'Ukraine par la Russie                                  | Suspendu à cause de l'invasion de l'Ukraine par la Russie                                  | Suspendu à cause de l'invasion de l'Ukraine par la Russie                                  |
| Total          | 4 / 7                                                                                      | 1 titre                                                                                    | 30                                                                                         | 22                                                                                         | 3                                                                                          | 5                                                                                          | 891                                                                                        | 815                                                                                        | 76                                                                                         |

| Édition     | Tour                                                                        | Rang                                                                        | J                                                                           | V                                                                           | N                                                                           | D                                                                           | BP                                                                          | BC                                                                          | Diff                                                                        |
| ----------- | --------------------------------------------------------------------------- | --------------------------------------------------------------------------- | --------------------------------------------------------------------------- | --------------------------------------------------------------------------- | --------------------------------------------------------------------------- | --------------------------------------------------------------------------- | --------------------------------------------------------------------------- | --------------------------------------------------------------------------- | --------------------------------------------------------------------------- |
| 1957 à 1990 | Membre de l'URSS. Bilan : · en 1982, 1986 et 1990, en 1975 et 1978, en 1973 | Membre de l'URSS. Bilan : · en 1982, 1986 et 1990, en 1975 et 1978, en 1973 | Membre de l'URSS. Bilan : · en 1982, 1986 et 1990, en 1975 et 1978, en 1973 | Membre de l'URSS. Bilan : · en 1982, 1986 et 1990, en 1975 et 1978, en 1973 | Membre de l'URSS. Bilan : · en 1982, 1986 et 1990, en 1975 et 1978, en 1973 | Membre de l'URSS. Bilan : · en 1982, 1986 et 1990, en 1975 et 1978, en 1973 | Membre de l'URSS. Bilan : · en 1982, 1986 et 1990, en 1975 et 1978, en 1973 | Membre de l'URSS. Bilan : · en 1982, 1986 et 1990, en 1975 et 1978, en 1973 | Membre de l'URSS. Bilan : · en 1982, 1986 et 1990, en 1975 et 1978, en 1973 |
| 1993        | Match pour la 5e place                                                      | 5e/16                                                                       | 7                                                                           | 4                                                                           | 1                                                                           | 2                                                                           | 164                                                                         | 147                                                                         | 17                                                                          |
| / 1995      | Match pour la 5e place                                                      | 6e/20                                                                       | 8                                                                           | 4                                                                           | 1                                                                           | 3                                                                           | 187                                                                         | 171                                                                         | 16                                                                          |
| 1997        | Match pour la 3e place                                                      | 4e/24                                                                       | 9                                                                           | 6                                                                           | 1                                                                           | 2                                                                           | 227                                                                         | 209                                                                         | 18                                                                          |
| / 1999      | 1/8 de finale                                                               | 12e/24                                                                      | 6                                                                           | 3                                                                           | 0                                                                           | 3                                                                           | 178                                                                         | 144                                                                         | 34                                                                          |
| 2001        | Finale                                                                      | /24                                                                         | 9                                                                           | 9                                                                           | 0                                                                           | 0                                                                           | 252                                                                         | 194                                                                         | 58                                                                          |
| 2003        | Match pour la 7e place                                                      | 7e/24                                                                       | 8                                                                           | 5                                                                           | 1                                                                           | 2                                                                           | 224                                                                         | 182                                                                         | 42                                                                          |
| 2005        | Finale                                                                      | /24                                                                         | 10                                                                          | 10                                                                          | 0                                                                           | 0                                                                           | 328                                                                         | 239                                                                         | 89                                                                          |
| 2007        | Finale                                                                      | /24                                                                         | 9                                                                           | 7                                                                           | 1                                                                           | 1                                                                           | 324                                                                         | 279                                                                         | 45                                                                          |
| 2009        | Finale                                                                      | /24                                                                         | 9                                                                           | 6                                                                           | 0                                                                           | 3                                                                           | 253                                                                         | 242                                                                         | 11                                                                          |
| 2011        | Match pour la 5e place                                                      | 6e/24                                                                       | 9                                                                           | 7                                                                           | 0                                                                           | 2                                                                           | 295                                                                         | 210                                                                         | 85                                                                          |
| 2013        | non qualifiée                                                               | non qualifiée                                                               | non qualifiée                                                               | non qualifiée                                                               | non qualifiée                                                               | non qualifiée                                                               | non qualifiée                                                               | non qualifiée                                                               | non qualifiée                                                               |
| 2015        | Match pour la 5e place                                                      | 5e/24                                                                       | 9                                                                           | 8                                                                           | 0                                                                           | 1                                                                           | 277                                                                         | 207                                                                         | 70                                                                          |
| 2017        | Match pour la 5e place                                                      | 5e/24                                                                       | 7                                                                           | 6                                                                           | 0                                                                           | 1                                                                           | 202                                                                         | 180                                                                         | 22                                                                          |
| 2019        | Match pour la 3e place                                                      | /24                                                                         | 10                                                                          | 9                                                                           | 0                                                                           | 1                                                                           | 311                                                                         | 224                                                                         | 87                                                                          |
| 2021        | Match pour la 7e place                                                      | 8e/32                                                                       | 7                                                                           | 4                                                                           | 1                                                                           | 2                                                                           | 211                                                                         | 181                                                                         | 30                                                                          |
| / 2023      | Suspendu à cause de l'invasion de l'Ukraine par la Russie                   | Suspendu à cause de l'invasion de l'Ukraine par la Russie                   | Suspendu à cause de l'invasion de l'Ukraine par la Russie                   | Suspendu à cause de l'invasion de l'Ukraine par la Russie                   | Suspendu à cause de l'invasion de l'Ukraine par la Russie                   | Suspendu à cause de l'invasion de l'Ukraine par la Russie                   | Suspendu à cause de l'invasion de l'Ukraine par la Russie                   | Suspendu à cause de l'invasion de l'Ukraine par la Russie                   | Suspendu à cause de l'invasion de l'Ukraine par la Russie                   |
| Total       | 14 / 16                                                                     | 0 titre                                                                     | 117                                                                         | 88                                                                          | 6                                                                           | 23                                                                          | 3433                                                                        | 2809                                                                        | 624                                                                         |

| Édition | Tour                                                      | Rang                                                      | J                                                         | V                                                         | N                                                         | D                                                         | BP                                                        | BC                                                        | Diff                                                      |
| ------- | --------------------------------------------------------- | --------------------------------------------------------- | --------------------------------------------------------- | --------------------------------------------------------- | --------------------------------------------------------- | --------------------------------------------------------- | --------------------------------------------------------- | --------------------------------------------------------- | --------------------------------------------------------- |
| 1994    | Match pour la 5e place                                    | 6e/12                                                     | 6                                                         | 3                                                         | 0                                                         | 3                                                         | 143                                                       | 116                                                       | 27                                                        |
| 1996    | Match pour la 7e place                                    | 7e/12                                                     | 6                                                         | 3                                                         | 1                                                         | 2                                                         | 164                                                       | 147                                                       | 17                                                        |
| 1998    | Match pour la 9e place                                    | 9e/12                                                     | 6                                                         | 1                                                         | 1                                                         | 4                                                         | 144                                                       | 147                                                       | -3                                                        |
| 2000    | Match pour la 3e place                                    | /12                                                       | 7                                                         | 5                                                         | 0                                                         | 2                                                         | 163                                                       | 148                                                       | 15                                                        |
| 2002    | Match pour la 3e place                                    | 4e/16                                                     | 8                                                         | 4                                                         | 1                                                         | 3                                                         | 202                                                       | 189                                                       | 13                                                        |
| 2004    | Match pour la 3e place                                    | 4e/16                                                     | 8                                                         | 4                                                         | 0                                                         | 4                                                         | 226                                                       | 215                                                       | 11                                                        |
| 2006    | Finale                                                    | /16                                                       | 8                                                         | 7                                                         | 0                                                         | 1                                                         | 242                                                       | 200                                                       | 42                                                        |
| 2008    | Match pour la 3e place                                    | /16                                                       | 8                                                         | 5                                                         | 1                                                         | 2                                                         | 210                                                       | 183                                                       | 27                                                        |
| / 2010  | Tour principal                                            | 7e/16                                                     | 6                                                         | 3                                                         | 0                                                         | 3                                                         | 159                                                       | 145                                                       | 14                                                        |
| 2012    | Match pour la 5e place                                    | 6e/16                                                     | 7                                                         | 2                                                         | 3                                                         | 2                                                         | 190                                                       | 180                                                       | 10                                                        |
| / 2014  | Tour préliminaire                                         | 14e/16                                                    | 3                                                         | 0                                                         | 1                                                         | 2                                                         | 79                                                        | 83                                                        | -4                                                        |
| 2016    | Tour principal                                            | 7e/16                                                     | 6                                                         | 2                                                         | 2                                                         | 2                                                         | 148                                                       | 147                                                       | 1                                                         |
| 2018    | Finale                                                    | /16                                                       | 8                                                         | 5                                                         | 0                                                         | 3                                                         | 217                                                       | 209                                                       | 8                                                         |
| 2020    | Match pour la 5e place                                    | 5e/16                                                     | 7                                                         | 5                                                         | 1                                                         | 1                                                         | 193                                                       | 178                                                       | 15                                                        |
| / 2022  | Suspendu à cause de l'invasion de l'Ukraine par la Russie | Suspendu à cause de l'invasion de l'Ukraine par la Russie | Suspendu à cause de l'invasion de l'Ukraine par la Russie | Suspendu à cause de l'invasion de l'Ukraine par la Russie | Suspendu à cause de l'invasion de l'Ukraine par la Russie | Suspendu à cause de l'invasion de l'Ukraine par la Russie | Suspendu à cause de l'invasion de l'Ukraine par la Russie | Suspendu à cause de l'invasion de l'Ukraine par la Russie | Suspendu à cause de l'invasion de l'Ukraine par la Russie |
| Total   | 14 / 15                                                   | 0 titre                                                   | 94                                                        | 49                                                        | 11                                                        | 34                                                        | 2480                                                      | 2287                                                      | 193                                                       |

## Effectif actuel
L'effectif de l'équipe aux Jeux olympiques de 2020 est :

## Personnalités liées à la sélection

### Joueuses historiques
Plusieurs joueuses russes ont été reconnues pour leurs performances individuelles, en tant que meilleure joueuse du monde, meilleure joueuse d'un tournoi ou membre de l'équipe-type d'un tournoi :
Meilleure joueuse d'un tournoi
- Anna Viakhireva (2) : JO 2016, Euro 2018
- Lioudmila Bodnieva (1) : Mondial 2005
- Lioudmila Postnova (1) : Mondial 2009

Membre de l'équipe-type d'un tournoi (All-Star Team)
- Lioudmila Bodnieva (6) : Euro 2000, Mondial 2001, Euro 2002, Euro 2004, Mondial 2005, Euro 2006
- Polina Kouznetsova (3) : Mondial 2007, Euro 2012, JO 2016
- Natalia Deriouguina (2) : Mondial 1995, Mondial 1997
- Inna Souslina (2) : Euro 2006, Mondial 2009
- Natalia Malakhova (1) : Mondial 1997
- Irina Poltoratskaïa (1) : Mondial 2001
- Iana Ouskova (1) : Mondial 2007
- Lioudmila Postnova (1) : JO 2008
- Irina Bliznova (1) : JO 2008
- Nadejda Mouravieva (1) : Euro 2008
- Emilia Toureï (1) : Mondial 2011
- Daria Dmitrieva (1) : JO 2016
- Anna Viakhireva (1) : Mondial 2019

Joueuses triple championne de monde
- Anna Kareïeva : 2001, 2005, 2007
- Irina Poltoratskaïa : 2001, 2005, 2007
- Oksana Romenskaïa : 2001, 2005, 2007
- Inna Souslina : 2001, 2007, 2009
- Lioudmila Postnova : 2005, 2007, 2009
- Emilia Toureï : 2005, 2007, 2009

Autres joueuses
- Ekaterina Andriouchina
- Svetlana Bogdanova
- Elena Dmitrieva
- Natalia Morskova →
- Oxana Pal
- Svetlana Priakhina
- Oksana Romenskaïa
- Anna Sedoïkina

### Sélectionneurs
| Sélectionneur             | Période              |
| ------------------------- | -------------------- |
| Sergueï Avanessov (ru)    | de 1993 à 1994       |
| Levon Hakobian            | de 1995 à 1996       |
| Igor Eskov                | de 1997 à 1998       |
| Alexandre Tarassikov (ru) | en 1999              |
| Ievgueni Trefilov (1)     | de 1999 à 08/2012    |
| Vitali Krokhin            | de 09/2012 à 09/2013 |
| Ievgueni Trefilov (2)     | de 09/2013 à 08/2019 |
| Ambros Martín             | de 08/2019 à 12/2020 |
| Alexeï Alexeïev (de)      | 02 à 08/2021         |
| Lioudmila Bodnieva        | depuis 09/2021       |

## Galerie

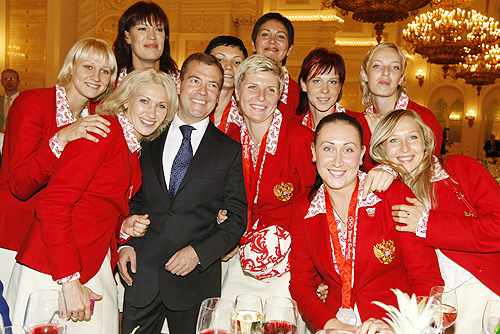
Avec le président Dmitri Medvedev après la finale olympique en 2008.
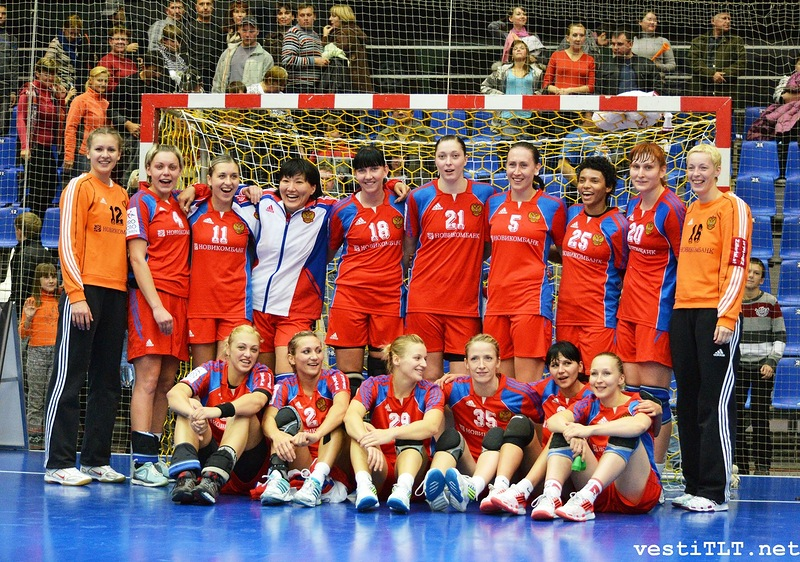
Le 19 octobre 2011.
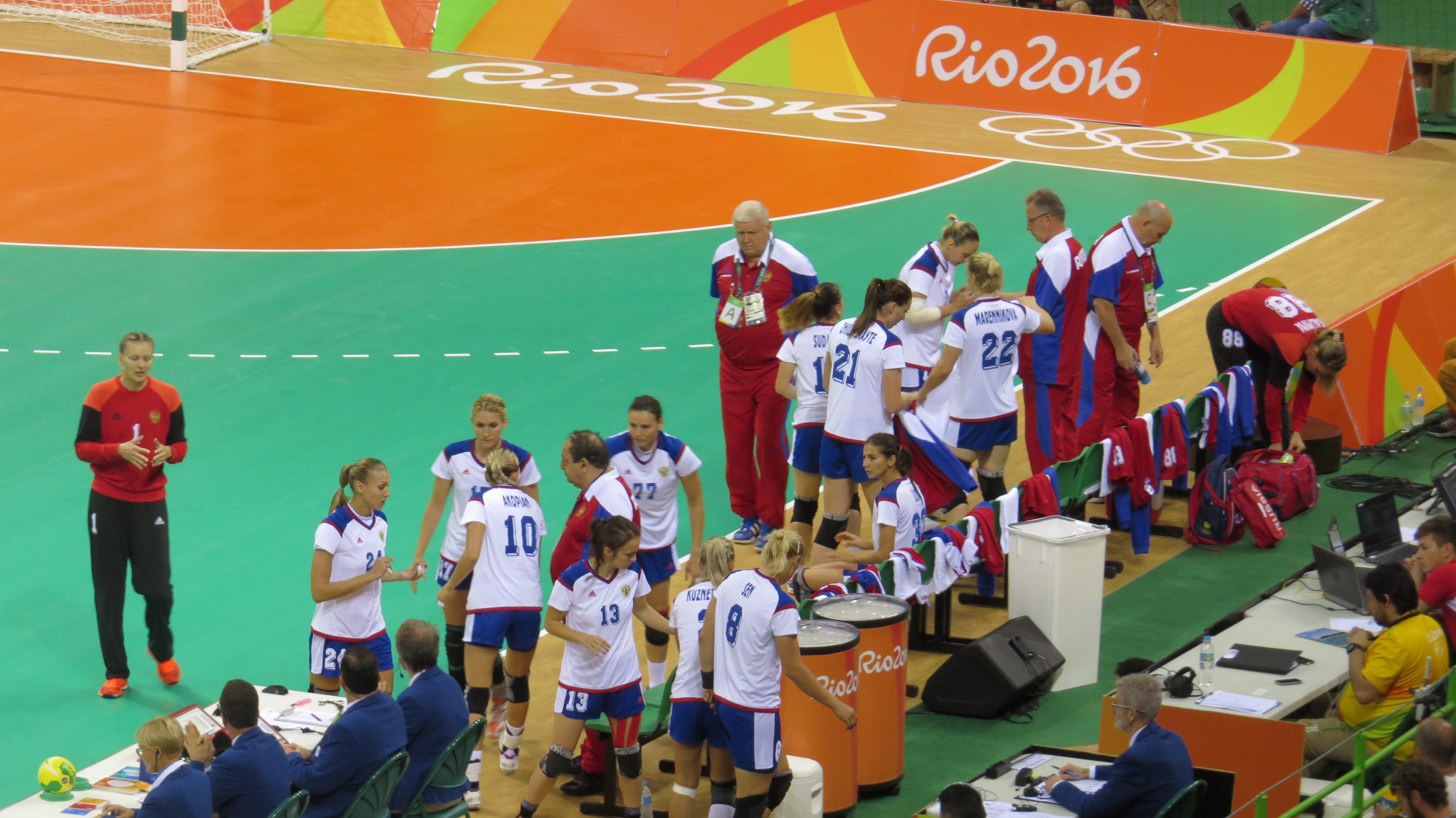
Lors de la finale olympique en 2016.